# Primtux
PrimTux est une distribution Linux spécifiquement concue pour le contexte éducatif. Elle offre plusieurs applications éducatives et un environnement adapté aux élèves du primaire.  
Le projet est soutenu par le Ministère Francais de l’Éducation nationale. 

## Caractéristiques
Système d'Exploitation (OS) :
PrimTux est basé sur un système d'exploitation Linux, connu pour sa stabilité et sa sécurité.  Il offre une interface conviviale et intuitive, adaptée aux enfants.
Applications Éducatives :
      PrimTux inclut une sélection d'applications éducatives soigneusement choisies pour soutenir les apprentissages scolaires.
        Ces applications couvrent divers domaines tels que les mathématiques, la lecture, les sciences, et plus encore.
        L'objectif est de créer un environnement numérique favorisant le développement cognitif des élèves.
Applications Bureau de Base :
        En plus des outils éducatifs , PrimTux est équipé d'applications de base pour les tâches quotidiennes : 
Le pack bureautique comprend des logiciels pour le traitement de texte, les présentations, et les feuilles de calcul, facilitant ainsi les travaux scolaires. il offre un accès fluide à toutes les applications classiques  pour les montages audio, vidéo, travail des images.
Vous y trouverez un tableau blanc interactif, un annotateur de PDF, ainsi que des exerciseurs puissants tels que H5P et Lumi. Ces outils sont des atouts précieux pour préparer, diffuser et partager cours ou présentations.
        La navigation sur internet, la gestion de fichiers sont également intégrées.

## Sessions utilisateurs
PrimTux propose 4 types de sessions utilisateurs :
- Jerry (3-6 ans)
- Koda (6-7 ans)
- Léon (8-10 ans)
- Poe (enseignant/parent)

Les sessions élèves sont accessibles sans mot de passe, tandis que la session Poe est protégée.

## Logiciels inclus
PrimTux intègre de nombreux logiciels éducatifs ainsi que les applications courantes pour la bureautique, la navigation web et le multimédia. La distribution peut être complétée via les dépôts officiels.

## Licence
PrimTux est distribuée sous licence GNU GPL. Une version entièrement libre est proposée, sans les firmwares propriétaires.

## Utilisation
PrimTux est un système d'exploitation pour les salles de classe de l'école primaire ! Conçu spécialement pour les jeunes apprenants, ce système gratuit offre une performance optimale même sur des ordinateurs âgés de 10 à 12 ans. Il préfère les PC en 64 bits, ceux commercialisés avec Windows 7 et au-delà.
Il propose plus d'une centaine d'applications éducatives créées par des enseignants, pour les enseignants et leurs élèves. Et le meilleur? 95% d'entre elles fonctionnent hors ligne, idéal pour les zones rurales!
PrimTux s'engage activement dans une démarche de durabilité, notamment par le biais de partenariats avec des organismes de reconditionnement dont vous trouverez la liste ici. Ces partenaires jouent un rôle crucial dans la revalorisation du matériel informatique désuet. Grâce à ces collaborations, des ordinateurs préalablement utilisés sont réhabilités et équipés de PrimTux, offrant ainsi une seconde vie à ces dispositifs.
Ces partenaires adhèrent à des normes rigoureuses en matière de reconditionnement, garantissant que chaque appareil rénové répond aux critères de performance et de sécurité nécessaires. En contribuant à la réduction des déchets électroniques, ces initiatives de reconditionnement alignent PrimTux avec des objectifs environnementaux et sociaux importants.

PrimTux est utilisée dans certaines écoles primaires, comme l'illustre cette photo d'une salle informatique équipée : 

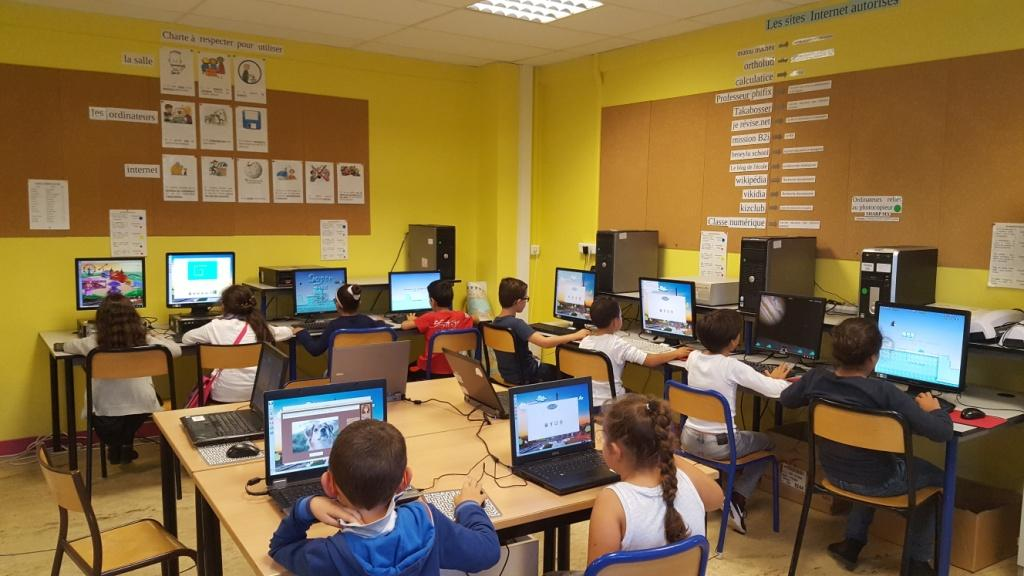
Salle informatique d'une école primaire utilisant PrimTux

Le projet est soutenu par le ministère de l’Éducation nationale de la Jeunesse.